# Chesterville
Pour les articles homonymes, voir Chester et Chesterville (Maine).
Chesterville est une municipalité du Québec située dans la municipalité régionale de comté d'Arthabaska et dans la région administrative du Centre-du-Québec.

## Toponymie
Le nom rappelle la ville Chester attribué à un canton situé à l'est de Victoriaville.

## Histoire
La municipalité de Chesterville est née, en 1982, de la fusion du canton de Chester-Ouest (1859) et du village de Chesterville (1903).

## Géographie
Situé dans les monts Notre-Dame, Chesterville est est traversé par la route 161 en longeant la rivière Nicolet qui traverse l'ouest de la municipalité du nord-ouest vers le sud-est. 
À partir de son crénon, au nord du chemin Craig Nord, la rivière Blanche coule vers le sud-ouest jusqu'à sa confluence avec la rivière Nicolet dans le sud-ouest. 

## Démographie
| 1996 | 2001 | 2006 | 2011 | 2016 | 2021 |
| ---- | ---- | ---- | ---- | ---- | ---- |
| 784  | 801  | 894  | 922  | 891  | 877  |

## Administration
Les élections municipales se font en bloc pour le maire et les six conseillers.
| Chesterville Maires depuis 2002                                                                                      |                    |         |          |
| Élection | Maire              | Qualité | Résultat |
| 2002 | Luc Laroche        |         | Voir     |
| 2005 | Luc Fleury         |         | Voir     |
| 2009 | Louis Lafleur      |         | Voir     |
| 2013 | Maryse Beauchesne  |         | Voir     |
| 2017 | Maryse Beauchesne  | Voir    |          |
| 2019 | Vincent Desrochers |         | Voir     |
| 2021 | Vincent Desrochers | Voir    |          |
| Élection partielle en italique Depuis 2005, les élections sont simultanées dans toutes les municipalités québécoises |                    |         |          |

## Personnalités liées
- Frère Dominique Campagna, s.c., généalogiste, auteur.
- Paul Dumas (1910-2005), médecin, professeur, auteur, critique d’art et collectionneur, est né à Saint-Paul-de-Chester.
- Simon-Olivier Fecteau, acteur et réalisateur.
- Marcel Fecteau, artiste peintre